# Bargen BE
| BE ist das Kürzel für den Kanton Bern in der Schweiz. Es wird verwendet, um Verwechslungen mit anderen Einträgen des Namens Bargen zu vermeiden. |

Bargen ist eine politische Gemeinde im Verwaltungskreis Seeland des Kantons Bern in der Schweiz.
Unter dem Namen Bargen bestehen auch eine Burgergemeinde und eine reformierte Kirchgemeinde.

## Geographie
Bargen befindet sich im Grossen Moos, einem flachen, fruchtbaren Gebiet im Seeland, das die Aare seit der letzten Eiszeit als weiten Schwemmfächer geschaffen hat.
Die Nachbargemeinden sind Kallnach, Siselen, Walperswil, Kappelen, Aarberg und Radelfingen. Die Grenze zu Radelfingen bildet die Aare, welche in Aarberg in den Hagneckkanal umgeleitet wird und nur zu einem kleinen Teil als Alte Aare im ursprünglichen Flussbett fliesst. Im Norden wird Bargen durch den Hagneckkanal begrenzt. 70,1 % der Gemeindefläche sind Landwirtschaftsgebiet.

## Geschichte
Von Bargen hatte die frühe Grafschaft Bargen, die zur Zeit der Burgunderkönige von der Aare bis in die Juratäler reichte, ihren Namen. Hier befand sich auch ein Cluniazenserpriorat mit einem Hospital, welches in einer päpstlichen Bulle von 1139 erwähnt ist.
Die 1. Juragewässerkorrektion brachte der Gemeinde den Hagneckkanal, zu Beginn des 20. Jahrhunderts kam im Westen der Unterwasserkanal des Elektrizitätswerkes Kallnach dazu.

Historisches Luftbild aus 200 m von Walter Mittelholzer von 1925

## Wirtschaft
Neben der Metzgerei, die auch Milchprodukte, Brot und weitere Lebensmittel anbietet, hat Bargen einen Gemüse- und Früchteladen sowie drei Restaurants. Die im Jahr 2006 gegründete Brauerei stellt Biere für den lokalen Handel und die Gastronomie her.
Verschiedene ehemalige Gewerbe- und Dienstleistungsbetriebe wie die Käserei, die Bank und die Postfiliale sind geschlossen worden.

## Verkehr
Bargen liegt an der Bahnlinie Lyss–Kerzers. Die Station bestand bis vor einigen Jahren aus einem kleinen Holzhäuschen, in dem früher Billette verkauft und die Schranke des Bahnübergangs manuell bedient wurden. Wegen Vandalismus brannte das Gebäude am 6. Februar 2005 nieder. Nachdem einige Jahre nur ein Provisorium bestanden hatte, statteten die SBB die Haltestelle im Jahre 2009 im Zuge des Regionalbahnhof-Modernisierungsprojekts mit einem Warteraum und einem höheren Perron aus.
Das Dorf liegt an der Hauptstrasse von Aarberg nach Kerzers. Die Hauptstrasse in Richtung Siselen–Ins beginnt in Bargen.

## Politik
Marc Känel ist Gemeindepräsident. Pascale Möri war Gemeindepräsidentin bis Ende 2017. Auf sie folgte Hansjörg Weber bis 2021.
Bei den Nationalratswahlen 2023 betrugen die Wähleranteile in Bargen (in Klammern die Veränderung im Vergleich zu den Wahlen 2019 in Prozentpunkten): SVP 41,83 % (+1,52), SP 12,84 % (+0,06), Mitte 9,51 % (−5,19), glp 8,95 % (+2,71), Grüne 8,41 % (−1,40), EDU 4,94 % (+1,25), FDP 4,83 % (+1,37), EVP 3,86 % (−0,91), SD 1,45 % (+0,90).

## Töchter und Söhne der Gemeinde
- Hans Känel (* 1953), Radrennfahrer
- Martin Weber (* 1957) ist ein ehemaliger Schweizer Fussballspieler.

## Bilder

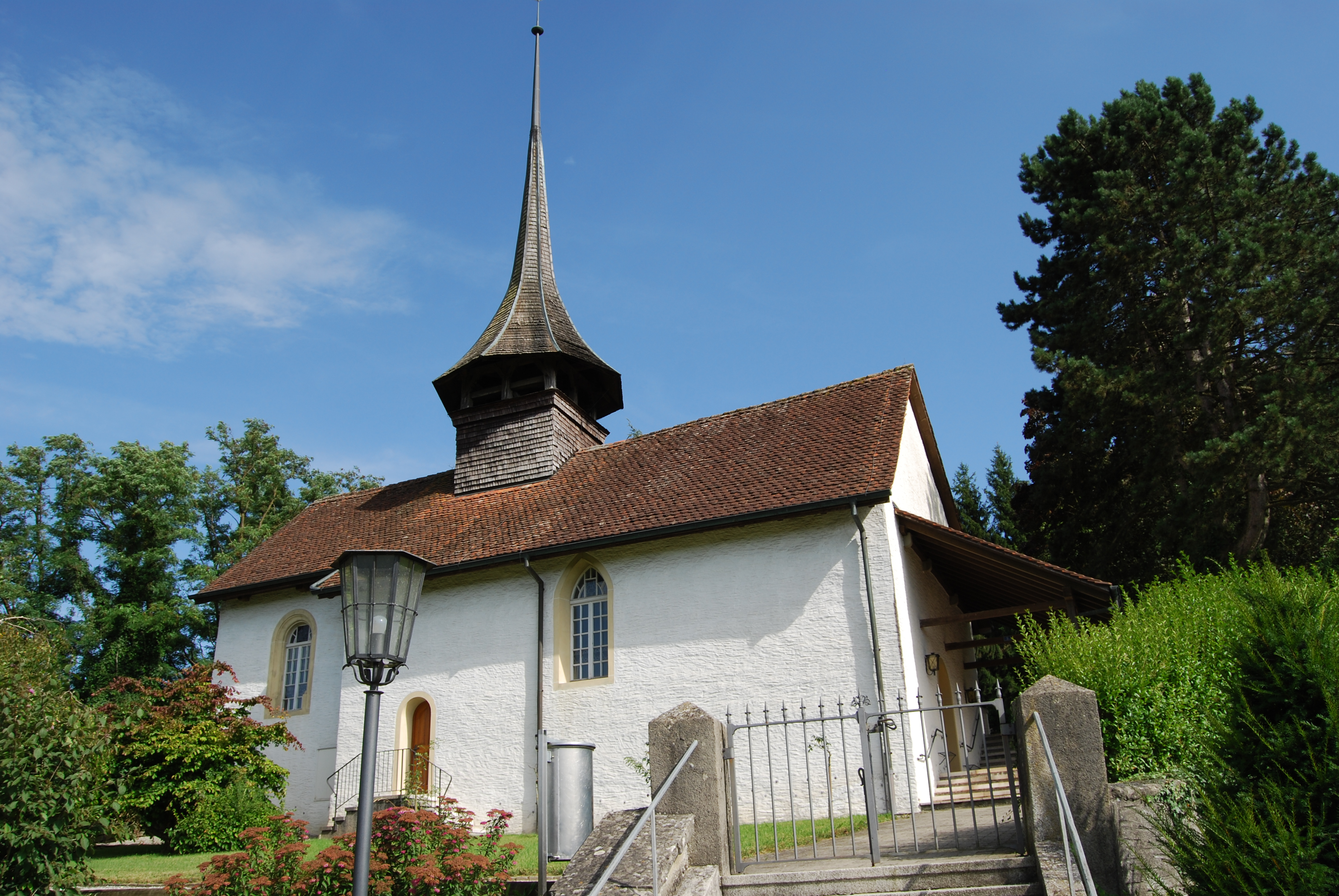
Kirche von Bargen
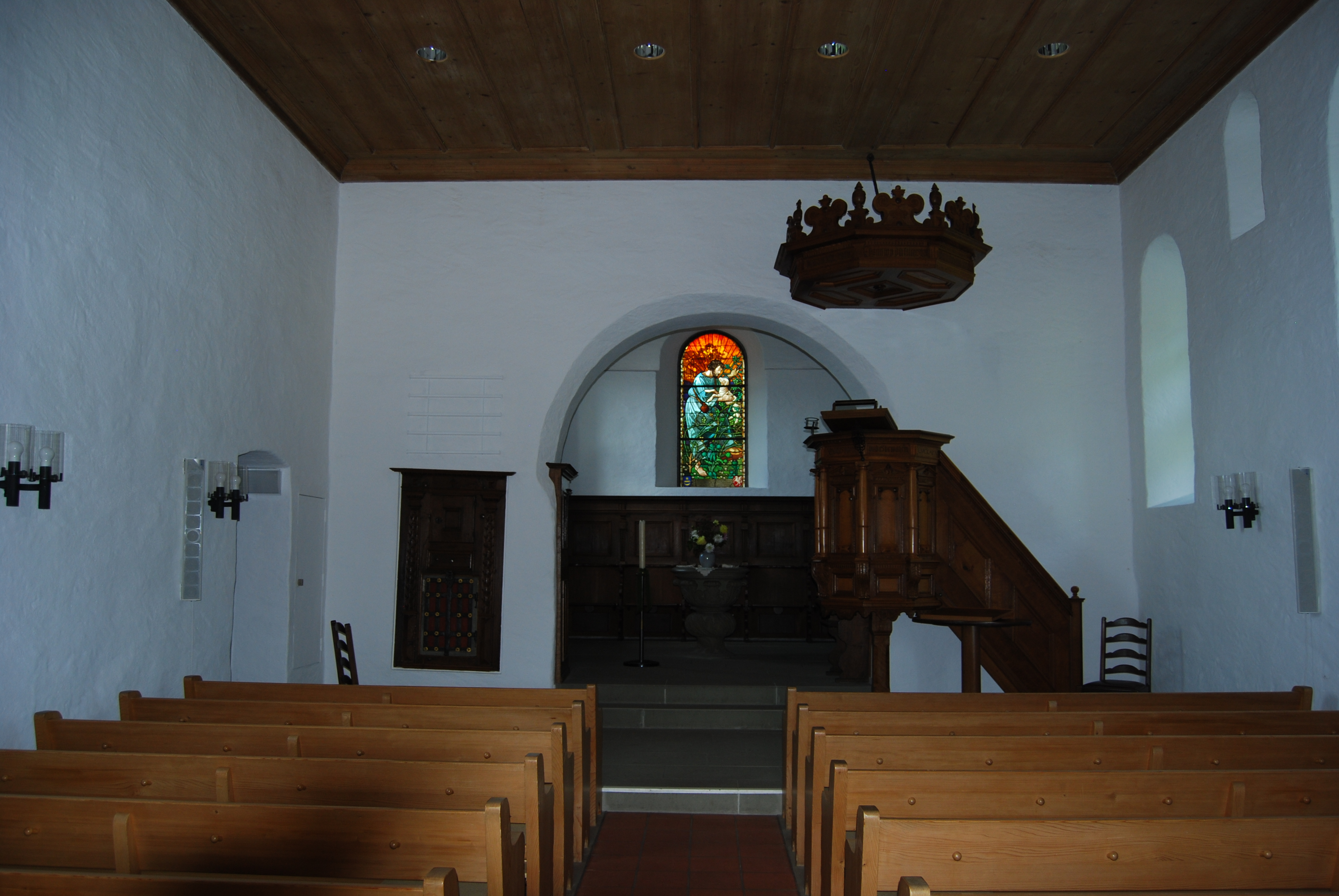
Innenansicht der Kirche
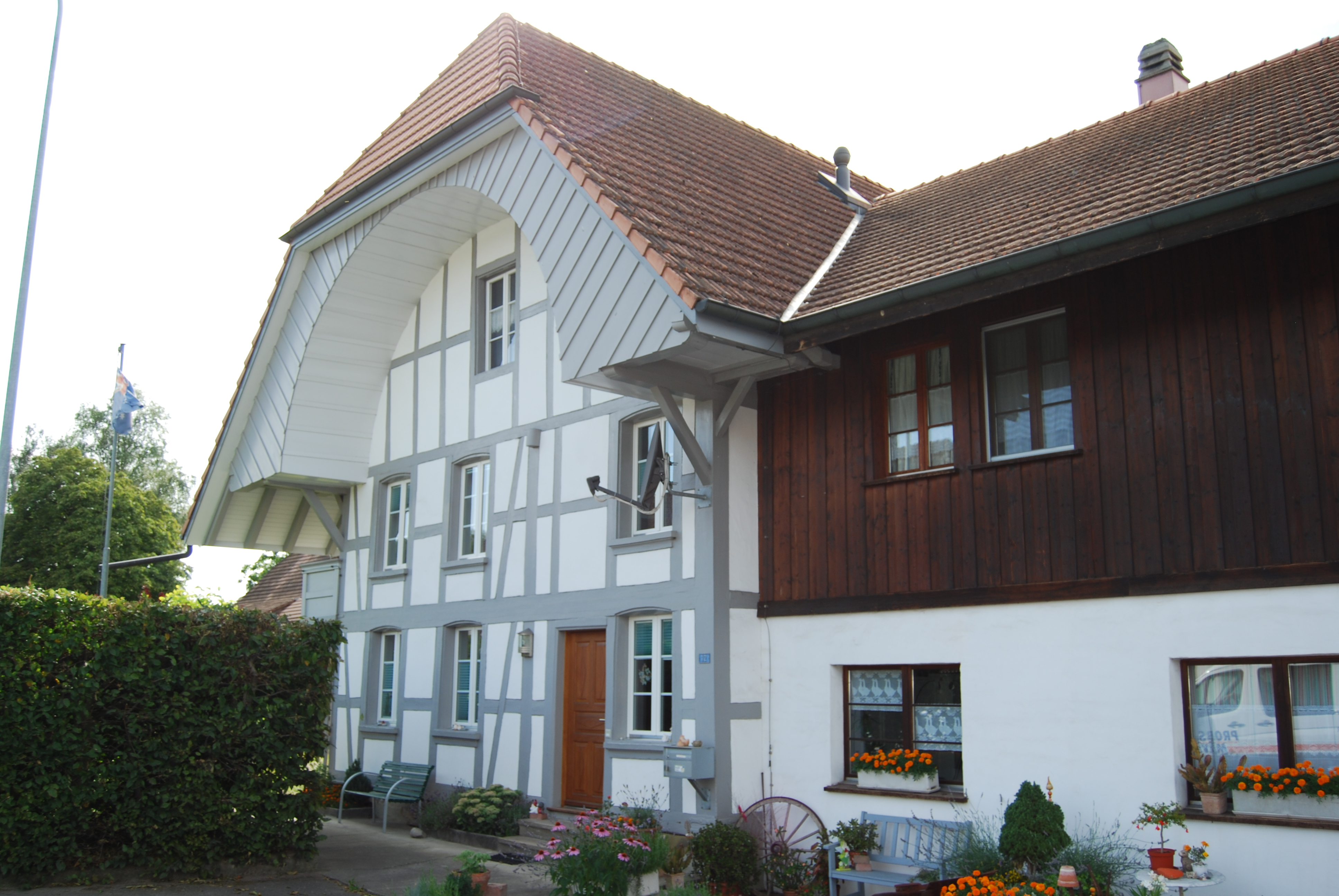
Fachwerkhaus in Bargen